# Rafałówka (Miedźno)
Rafałówka – część wsi Miedźno w Polsce, położona w województwie łódzkim, w powiecie sieradzkim, w gminie Warta.
W latach 1975–1998 Rafałówka administracyjnie należała do województwa sieradzkiego.
Utworzoną ją jako letnisko w latach 1928–29. Wydzielono działki leśne i zaoferowano je do sprzedaży. Wtedy to lekarz naturalista Oskar Woynowski rozpoczął budowę Sanatorium Przyrodoleczniczego. Osada położona jest wśród lasów, około 12 km na pn. od Sieradza, przy drodze z Sieradza do Poddębic.
Nazwę nadano dla uczczenia poległego tu w 1863 r. powstańca Rafała Siemiątkowskiego, który był dowódcą kosynierów w oddziale Józefa Oxińskiego. Pochodził z Męckiej Woli. Według tradycji został pochowany w miejscu, gdzie obecnie przy szosie na sośnie wisi skromna drewniana kapliczka. Kompleks leśny wokół Miedźna był własnością rodziny Siemiątkowskich, którzy do II wojny światowej posiadali majątki w Męckiej Woli, Wojsławicach i Tymienicach. W Rafałówce funkcjonuje prewentorium dla dzieci zagrożonych gruźlicą.